# Prádena del Rincón
Prádena del Rincón – niewielka osada w Hiszpanii we wspólnocie autonomicznej Madryt położona 90 km na północ od Madrytu. W czerwcu 2005 został tu utworzony specjalny rezerwat biosfery UNESCO.